# Älichan Żumajew
Älichan Żumajew (kaz. Әлихан Жұмаев; ur. 14 stycznia 1987) – kazachski zapaśnik walczący w stylu wolnym. Zajął piętnaste miejsce na mistrzostwach świata w 2015. Piąty na mistrzostwach Azji w 2015. Brązowy medalista uniwersjady w 2013. Jedenasty w Pucharze Świata w 2013. Wojskowy wicemistrz świata w 2016 roku.